# Абдуллаєв Джура Абдуллайович
Джура Абдуллайович Абдуллаєв (21 лютого 1927, місто Ташкент, тепер Узбекистан — 18 квітня 2020, місто Ташкент, Узбекистан) — узбецький радянський науковець, міністр вищої та середньої спеціальної освіти Республіки Узбекистан, ректор Ташкентського електротехнічного інституту зв'язку. Кандидат технічних наук (1958), доктор технічних наук (1973), професор (1982), дійсний член Академії наук Узбецької РСР (1989). Член ЦК КПРС у 1990—1991 роках.

## Життєпис
У 1934—1944 роках навчався в середній школі № 41 міста Ташкента. Трудову діяльність розпочав у 1944 році кочегаром паровоза в депо Ташкент-пасажирський, працював помічником машиніста паровоза та дизель-поїзда у цьому ж депо.
У 1948—1953 роках — студент енергетичного факультету Середньоазіатського політехнічного інституту в Ташкенті. 
У 1954—1957 роках навчався в цільовій аспірантурі Інституту автоматики та телемеханіки Академії наук СРСР. Там же 1958 року захистив дисертацію на здобуття наукового ступеня кандидата технічних наук.
У 1957—1960 роках — в.о. молодшого і старшого наукового співробітника Інституту енергетики і автоматики Академії наук Узбецької РСР.
У 1960—1976 роках — завідувач лабораторії телемеханіки та інформаційної техніки Узбецького науково-дослідного інституту енергетики та автоматики Академії наук Узбецької РСР.
Член КПРС з 1965 року.
У 1973 році захистив дисертацію на здобуття наукового ступеня доктора технічних наук.
У 1976—1992 роках — ректор Ташкентського електротехнічного інституту зв'язку.
У 1992—1994 роках — міністр вищої та середньої спеціальної освіти Республіки Узбекистан.
У 1995—1997 роках — голова Відділення механіки, процесів управління та інформатики Академії наук Республіки Узбекистан.
З 1997 року очолював Науково-дослідний центр Міністерства зв'язку Узбекистану (нині Центр науково-технічних та маркетингових досліджень), де розпочав вивчення стану енергоспоживання та енергозбереження на підприємствах зв'язку.
З 2004 року працював завідувачем кафедри Ташкентського університету інформаційних технологій, організував навчальні курси для магістрів, що відображають сучасні напрямки теорії та розвитку систем телекомунікації.
Довгий час був головою Бюро Узбецької територіальної групи Національного комітету з автоматичного управління, членом президії Республіканської профспілки працівників зв'язку, членом Наукової ради АН Узбекистану з проблеми «Кібернетика», Республіканського комітету з присудження премії Беруні в галузі науки та техніки.
Автор понад 250 наукових праць, у тому числі 9 монографій та понад 40 винаходів. Підготував 4 докторів та понад 20 кандидатів наук. 
Помер 18 квітня 2020 року у Ташкенті.

## Нагороди і відзнаки
- орден Дружби народів (3.07.1986)
- орден «Мехнат шухраті» (Узбекистан) (2003)
- медалі
- Заслужений діяч науки Узбецької РСР